# ノマディック美術館

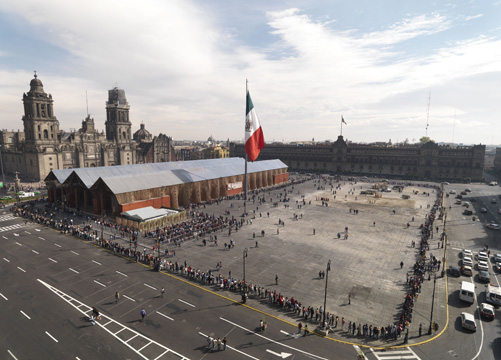
ノマディック美術館で開催されたAshes and Snowの初日（メキシコシティ、2008年1月19日）

ノマディック美術館（ノマディックびじゅつかん、The Nomadic Museum）は、グレゴリー・コルベールの写真・映像作品展“Ashes and Snow”のために造られた移動式建造物。インスタレーション。名前のノマディックは遊牧を意味し、建築の規模や形状などは移設場所によって少しずつ異なる。
グレゴリー・コルベールは、維持可能な巡回美術館というコンセプトを1999年に発想した。作品展が世界を旅するのに伴って、各地の港で簡単に組み立てられ、決して一箇所にとどまることのない環境をもたらす建造物を造るという構想だった。Ashes and Snowの初めてのエキシビションは、2002年、イタリアのヴェネツィアにあるアルセナーレで開催され、この会場が、コルベールが構想するノマディック美術館のデザインと建築のインスピレーションとなった。
コルベールは、スリランカから取り寄せたティーバッグ100万個を張って作ったカーテン、石、ミニマリストな照明技巧などを生かして、アルセナーレの内部を雰囲気ある展示室へと変容させた。1104年に建てられたアルセナーレは、もともと造船所として使われ、ここで造られた船がヴェネツィアの運河を通って大海へと漕ぎ出して行った。その内部構造は、Ashes and Snowにとって理想的な環境で、コルベールが手がけた大型の写真作品と映像作品を優雅に包み込むまたとない空間をもたらした。この作品展は、批評家と一般客の両方から絶賛され、今日に至るまで、ヨーロッパで開かれた個展としては最多動員数を記録した作品展のひとつであり続けている。
ノマディック美術館は世界各地を巡回するのに合わせて、建築デザインも進化してきた。初代のノマディック美術館は2005年3月、ニューヨークのハドソン・リバー・パークに建てられた。設計は日本の建築家である坂茂が手掛け、紙管とともに現地で調達した海上コンテナを使うことで建設を容易にし、建物が「移動する」というコンセプトを打ち出した。2006年3月、カリフォルニア州サンタモニカに移築。2007年3月には東京のお台場に移築された。
2008年1月からはメキシコシティのソカロに移築された。コロンビアの建築家であるシモン・ベレスが手掛けたこのノマディック美術館は、広さ5,130平方メートル、2つの展示室、3つのシアターを備え、竹を建材としたものでは史上最大の建築物となった。また、これまでのノマディック美術館にない試みとして、水をデザイン要素に用い、かつて運河に囲まれていたメキシコシティのユニークな歴史に光を当てた。テスココ湖に浮かぶ小さな島に1325年、アステカ族が作った首都、テノチティトランの中心部であったというソカロの象徴的な意義に、最大の敬意を表する意図が込められていた。
作品展の他の要素と同様、美術館自体も継続中のプロジェクトであり、開催地の環境に応じて変化し、作品展の内容とともに進化している。コルベールは、今後も斬新な作品を手がける建築家とコラボレートし、維持可能な最新の建築技術を用いて、旅路のなかで新しい表現を美術館に取り入れていく計画だ。

## ギャラリー

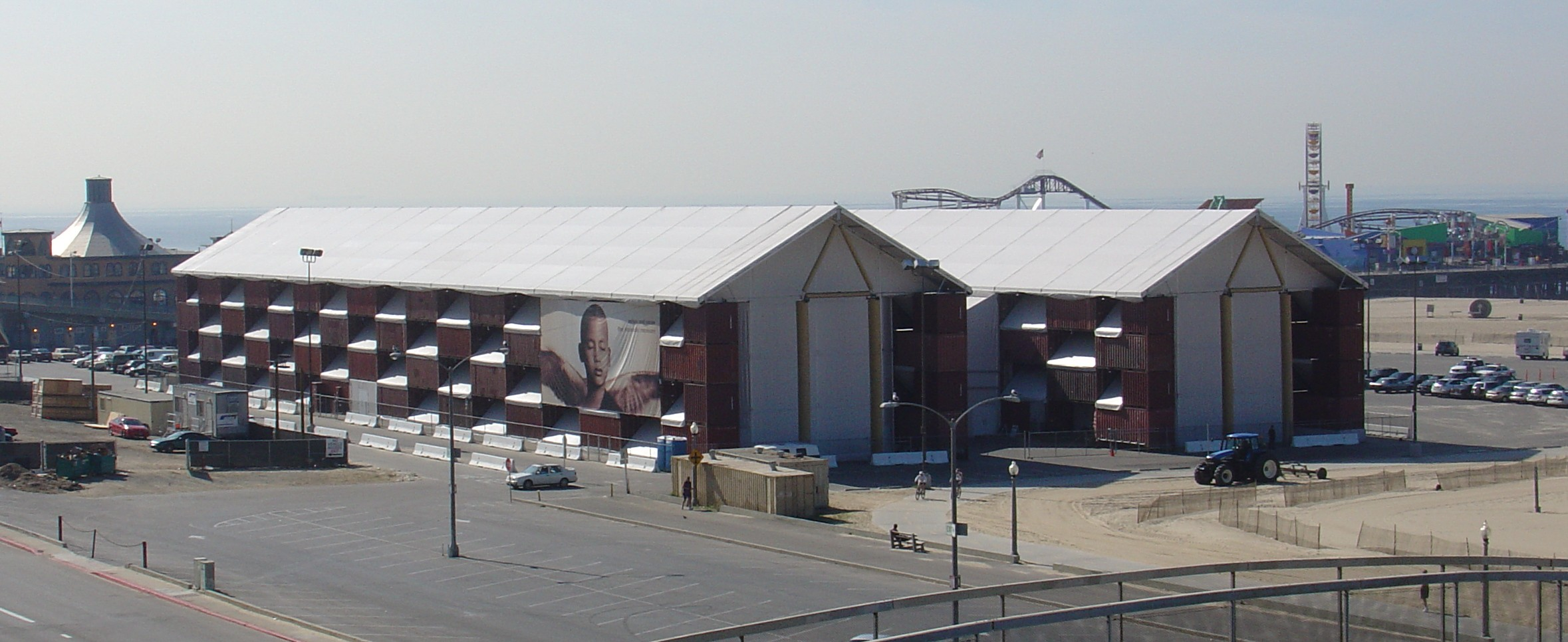
サンタモニカ 2006年
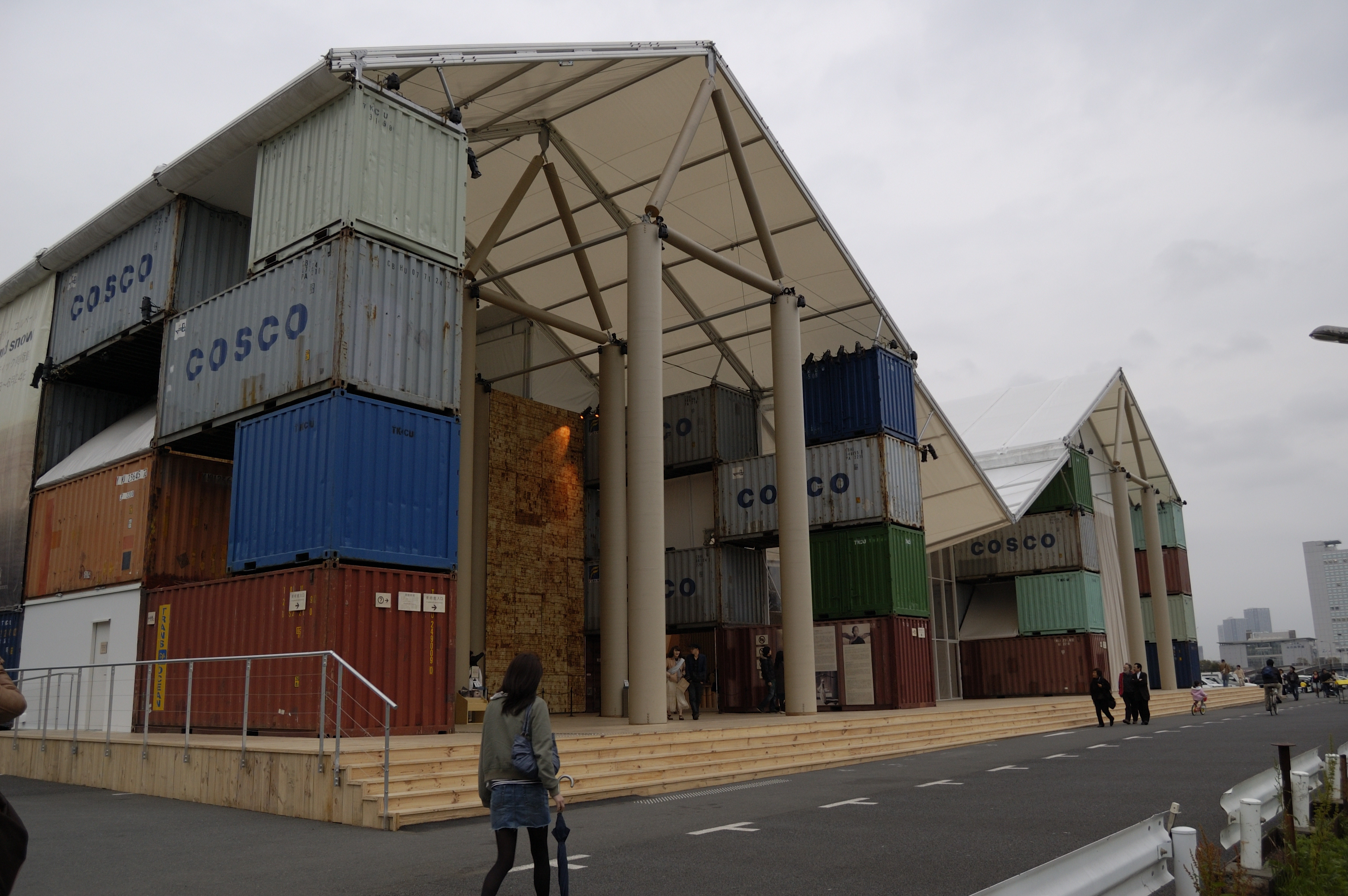
東京 2007年
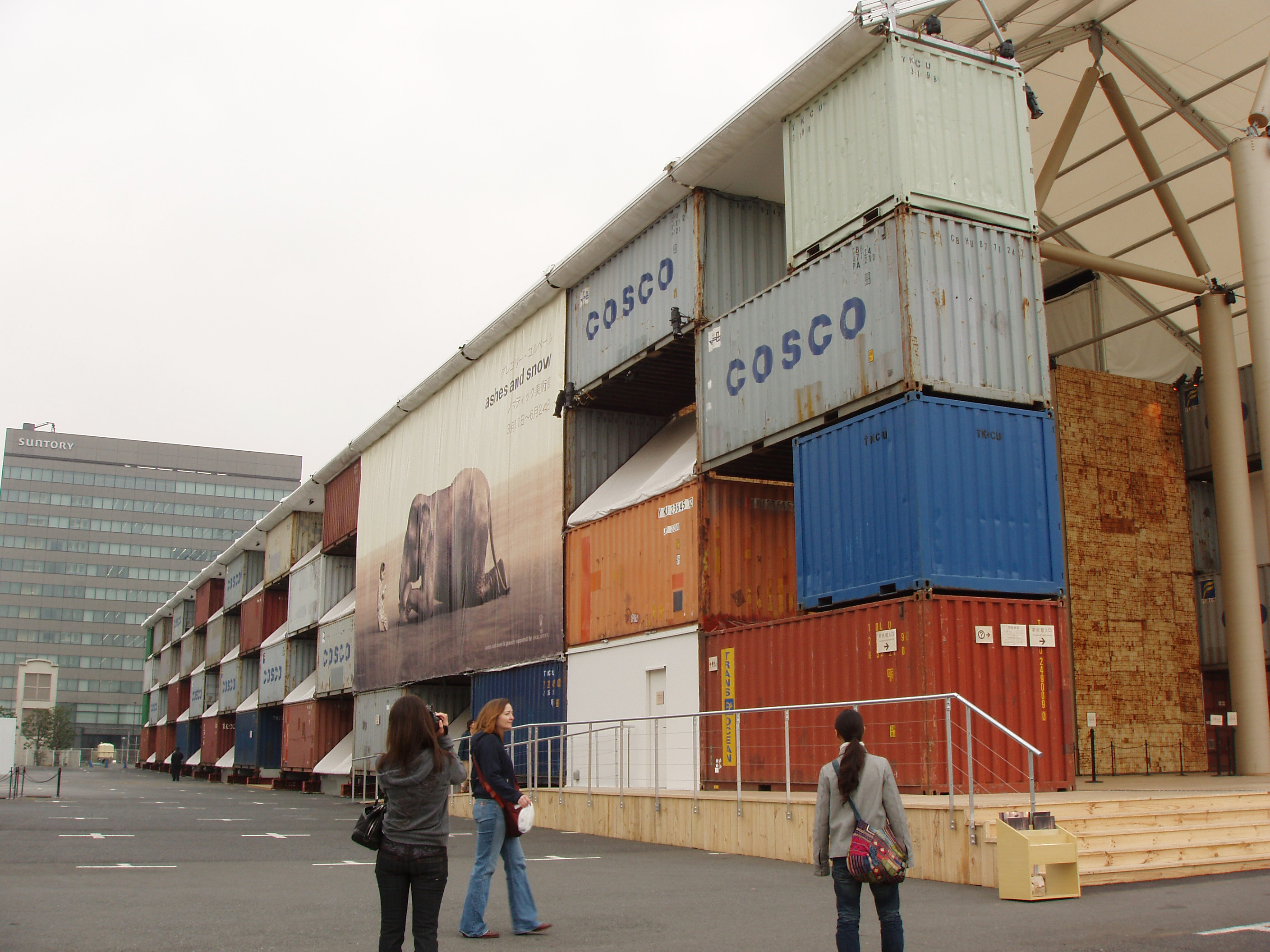
東京 2007年
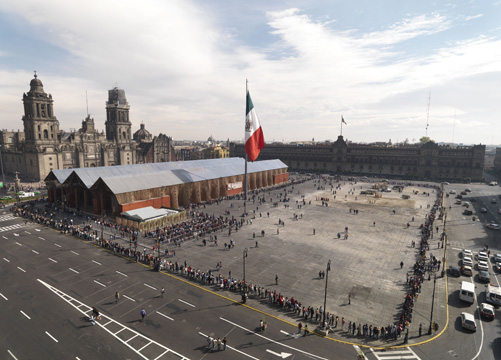
メキシコシティ 2008年